# Schloss Ditzingen

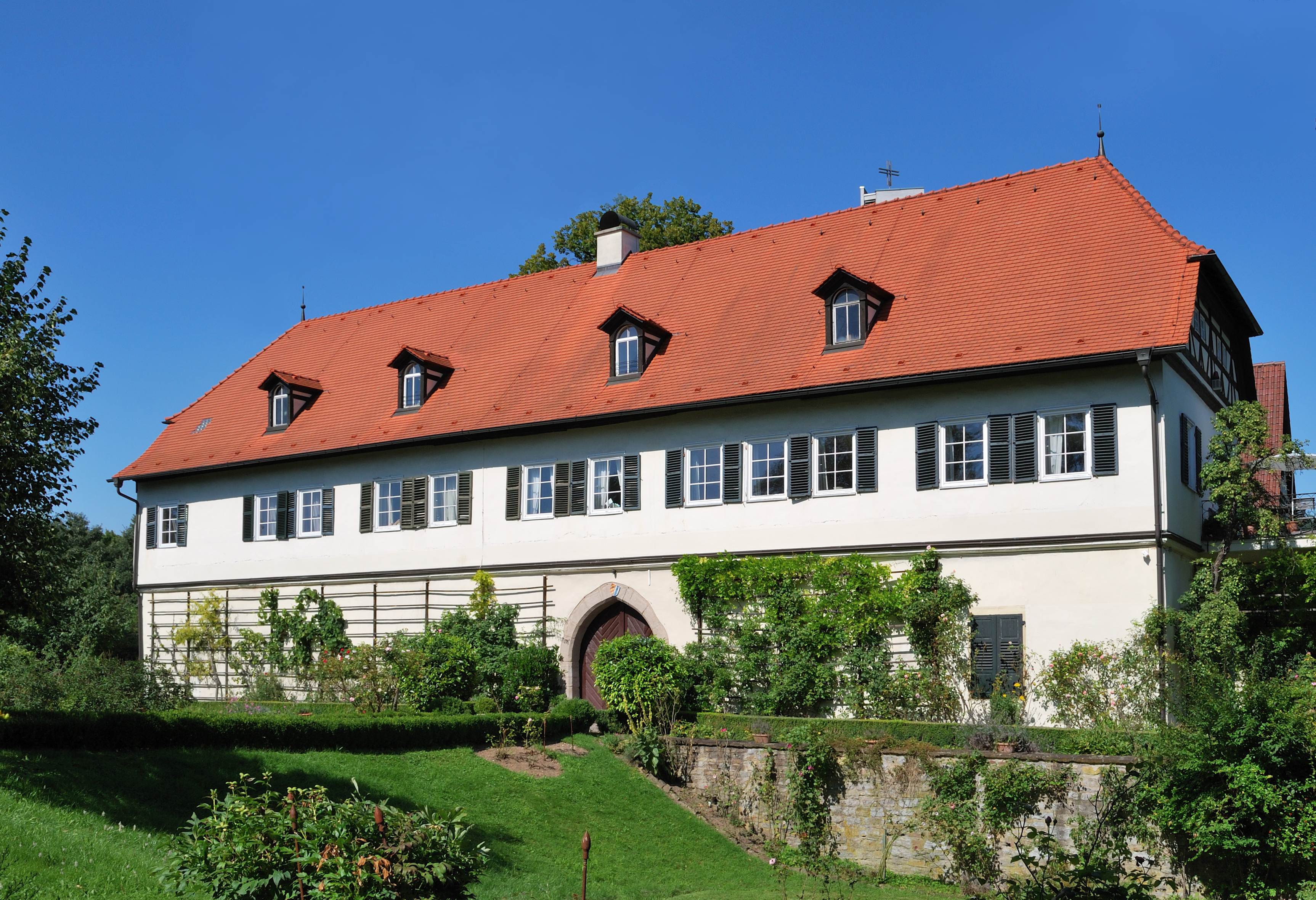
Schloss Ditzingen

Schloss Ditzingen ist ein wesentlich im 15. und 16. Jahrhundert errichtetes Schloss in Ditzingen im Landkreis Ludwigsburg in Baden-Württemberg. Es ist Kulturdenkmal gemäß § 28 DSchG BW.

## Beschreibung
Das noch heute von einem – trockengelegten – Graben umgebene einstige Wasserschloss ist in dem erhaltenen, etwa quadratischen Sockel mit drei kleinen Ecktürmen erkennbar; darauf befindet sich im Westen ein zweigeschossiges Hauptgebäude mit oberer Etage aus Fachwerk und Krüppelwalmdach. Ein vermutlich ehemaliges Wirtschaftsgebäude ist mit dem Hauptbau durch einen Zwischentrakt verbunden, sodass ein zweiflügeliges Gebäude entsteht. Die Anlage ist ummauert und mit einem Graben umgeben. Das Schloss liegt in der Mitte eines etwa 2 Hektar großen, zum Schlossgelände gehörigen Parks;; eine dort befindliche Fachwerkscheuer aus dem 17. oder 18. Jahrhundert brannte am 23. Juli 1979 ab.

## Geschichte
Das Schloss wurde 1420 von den Herren von Gültlingen auf den Fundamenten einer abgegangenen Wasserburg des 12. oder 13. Jahrhunderts errichtet. Im Jahre 1543 wurde die Anlage teilweise zerstört, jedoch ein Jahr später unter württembergischem Besitz wieder aufgebaut. 1550 wurde Wilhelm von Janowitz mit dem Schloss belehnt. Seine Nachkommen verkauften es 1665 an die Herren von Münchingen. 1693 wurde das Schloss nochmals teilzerstört, jedoch wieder aufgebaut. 1891 kam es im Erbgang in den Besitz der Freiherren Hiller von Gaertringen. Heute ist der zum Schloss gehörige Park öffentlich zugänglich, das Schloss befindet sich in Privatbesitz.